# Zefta

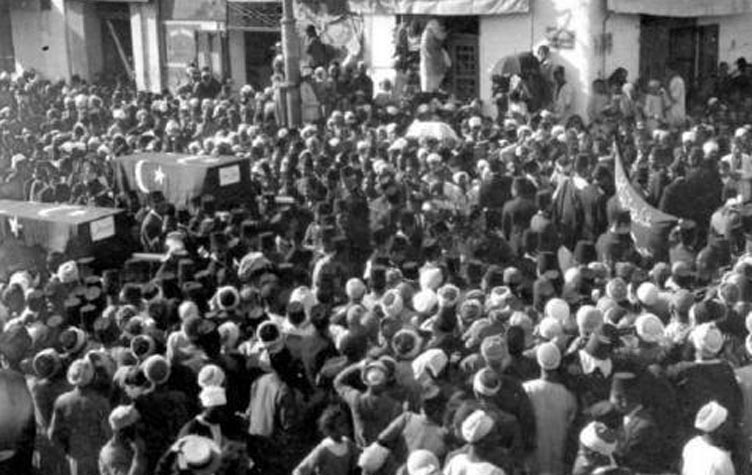
Manifestation à Zefta en 1919.

Zefta (en arabe : زفتى prononcé [ˈzeftæ], en copte : ⲍⲉⲃⲉⲑⲉ Zevethe) est une ville égyptienne localisée dans le Delta du Nil, et faisant partie du gouvernorat de Gharbeya.